# Család (szociológia)

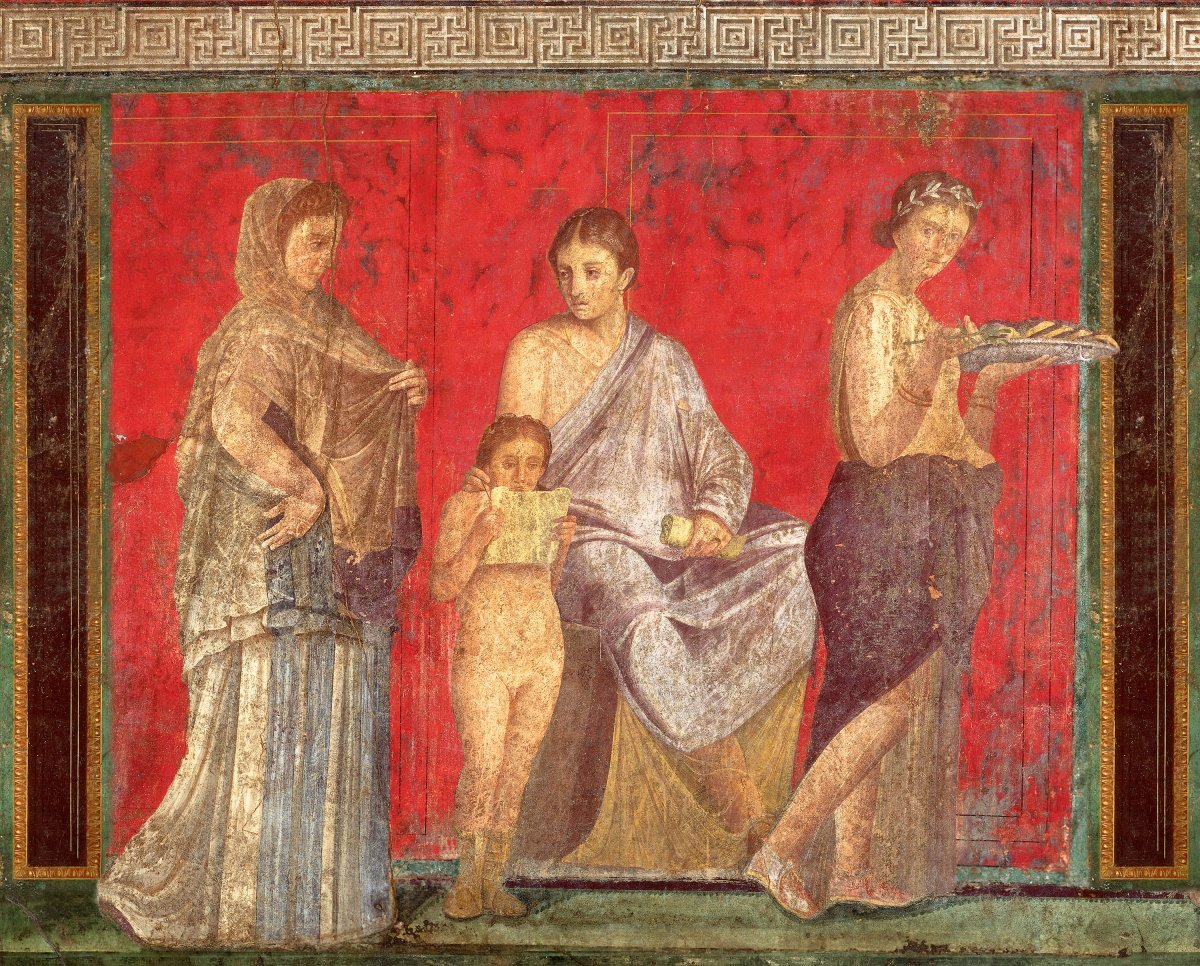
Pompeii család ábrázolása

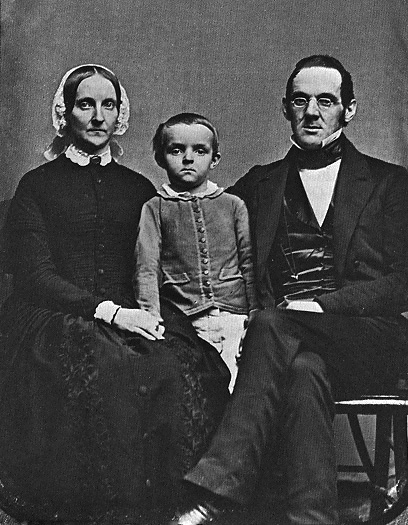
Amerikai család egy gyermekkel 1850-ben

A család emberek közössége vagy több közösség kapcsolata, ahol a tagok között leszármazotti, házassági vagy örökbefogadási kapcsolat van. Egy család tagjai általában hasonló tulajdonságokkal rendelkező emberek.
Az európai (nyugati) típusú társadalmakban a családot közvetlen leszármazással („vérrokonság”), házassággal, örökbefogadással (vagy hasonló jogi kötődéssel) jellemzik. Számos antropológus vitatja azt, hogy a „vér” kapcsolata szó szerint értendő; mások pedig a nem nyugati típusú társadalmakat hozzák példának, ahol a „vérrokonságtól” eltérő elvek érvényesülnek abban, hogy kiket tekintünk családnak.

## A hagyományostól eltérő értelmezések
Család és háztartás
A család a társadalom olyan mikrostrukturális részrendszere (kiscsoportja), amely:
- önmagában is viszonylag teljes rendszerként működik
- szoros, sokirányú kapcsolatban van a társadalom más rész-rendszereivel
- tagjai (családtagok) egymással rendszeres, életvitelüket átszövő kapcsolatban vannak

A családot továbbá az jellemzi, hogy:
- a tagok közti kapcsolat alapja→ jogilag legitim vagy társadalmilag elfogadott párkapcsolat (házasság, tartós együttélés) és (vagy) vérségi kapcsolat vagy jogilag rendezett örökbefogadás
- folyamatos működésében a családtagokat közösségi-érzelmi (pszichoszociális), létfenntartási és szellemi-kulturális értékek és érdekek kötik össze
- a kölcsönös egymásrautaltságból következően többfunkciós gondoskodó-ellátó rendszert jelent

A statisztikában család: a szülők és a velük egy háztartásban élő nem házas gyermekeik→ így 3 típust különböztet meg házaspár, házaspár gyerekkel, egy szülő gyerekkel. Ezt szokás családmagnak vagy nukleáris családnak nevezni.
A Családszociológia könyvben család fogalma a szokásosnál tágabb, annyiban, hogy családnak tekinti a jogilag nem rögzített tartós együttélési formákat is és annyiban szűkebb, hogy csak a tartós kapcsolatban állókat (együtt élőket) tekinti családnak.
Háztartás: az együtt lakó és a megélhetési költségeket megosztó, együtt fogyasztó emberek csoportja, akik általában (de nem szükségképpen) rokonok.
Háztartástípusok (Peter Laslett)

1. Nukleáris családi háztartás→ egyetlen nukleáris család tagjai

2. Kiterjesztett családi háztartás→ egy nukleáris család tagjain kívül más rokonok pl. özvegy szülő vagy nem házas testvér

3. Több családmagból álló háztartás→ ebben több családmag él együtt, legtöbbször szülők és házas gyermekük a családjával

- van törzscsalád-háztartás→ szülők egyetlen házas gyermekükkel
- házas szülőkből és több házas gyermekükből álló háztartás
- házas testvérek együttélése egy háztartásban

4. Olyan háztartás, amelynek tagjai között senki sem tartozik ugyanazon családmaghoz pl. két nem házas unokatestvér

5. Egyszemélyes háztartás

Attól függően, hogy hány nemzedék tagjai élnek együtt, megkülönböztetünk egy, két, három és több nemzedék tagjaiból álló háztartásokat.

## A család szociológiai megközelítése

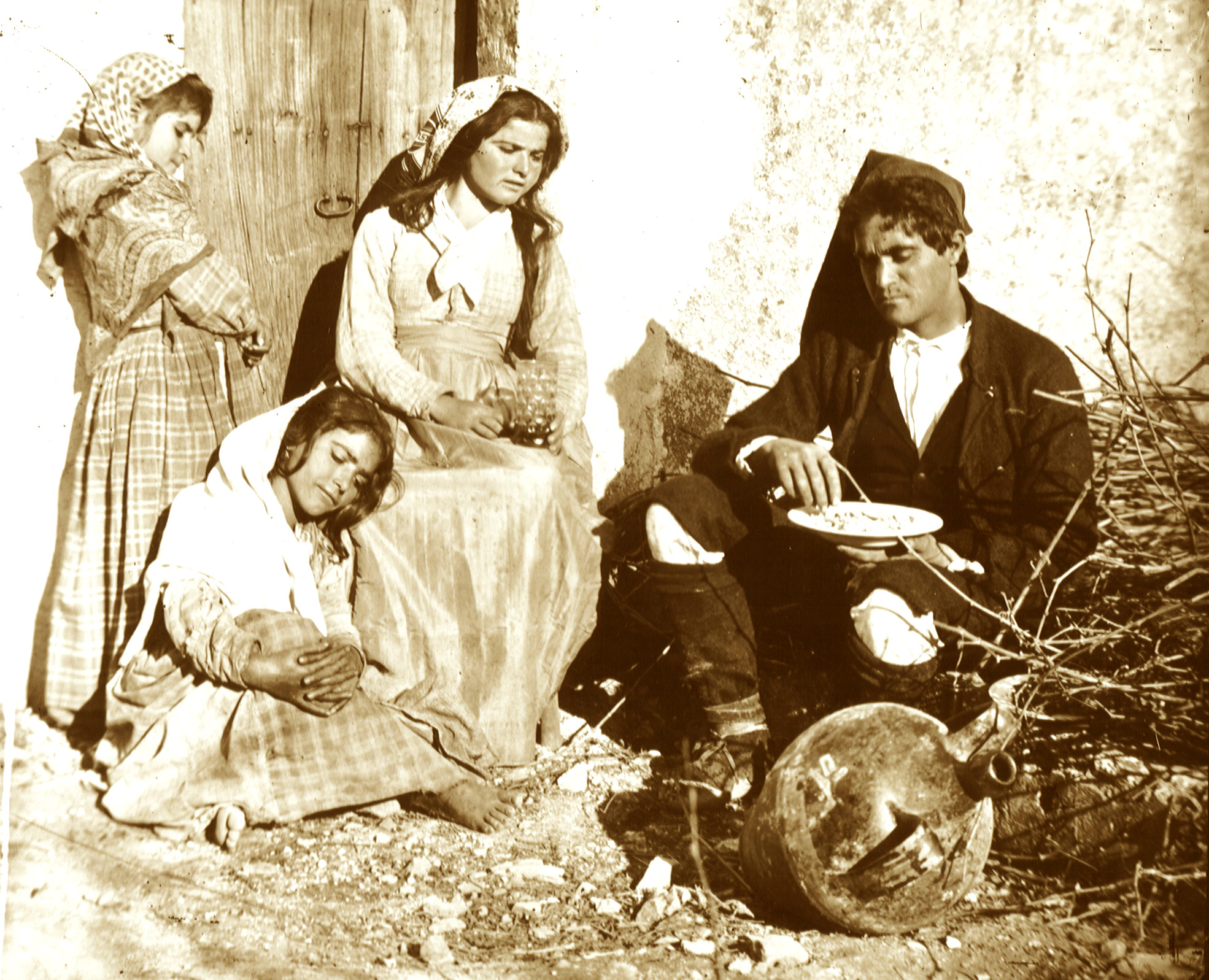
Vidéki szegény család az 1880-as években Olaszországban

A családszociológia a családot, mint társadalmi jelenséget vizsgálja. A családot történeti (társadalomtörténeti) alakulásában tekinti, hogy a társadalom egészének a változásával együtt hogyan változik a család.
Két kérdésre keresi a választ: Hogyan működik a család a társadalomban? Hogyan működik a család önmagában?
A rendszerszemlélet a családok szociológiai vizsgálatában
A rendszerszemlélet lényege: a világon minden dolog lényegében egy rendszer, amelynek közös általános tulajdonságai vannak:
- elemekből áll→ a rendszer jellemzője, hogy milyen elemekből tevődik össze
- az elemek meghatározott viszonyban vannak egymással→ ez a rendszer struktúrája, felépítése
- van egy sajátos működésmódja
- a rendszernek van egy határa

Minden rendszer részrendszerekből tevődik össze: a család maga rendszer, de az elemei (részrendszerei) a családtagok magukban is rendszerek.
Ha családi problémát vizsgálunk, akkor a családon belül nézzük és azt vizsgáljuk, hogy a család, mint részrendszer hogyan reagál→ a család önmagában való működése és a család részrendszerként való vizsgálata→ ez a rendszerszemlélet
A kliens soha nem az egyén, hanem a család→ az egyén a tünethordozó→ sokszor a gyerek a tünethordozó, minél kisebb, annál erősebbek lehetnek a tünetek

## Családvizsgálati módszerek
- - Statisztika:
- nyers házasságkötési arányszám: házasságkötések száma osztva az összes népességszámmal – házasságok aránya ezer főre megadva
- nyers válási arányszám: válások száma osztva az összes népességszámmal – válások aránya ezer főre megadva
- korspecifikus házasságkötési arányszám: korcsoportonként megadva az 1000 nem házasra jutó házasok számát
- korspecifikus válási arányszám: korcsoportonként megadva az 1000 házasra jutó válások számát

- - népszámlálás

## Családfejlődésre vonatkozó elméletek
evolucionista elmélet:
XIX. század – Bachofen (1861), Morgen, Engels
a családtípusok történeti fejlődésében is lezajlott egyfajta szelekció (mint a Darwin-i fejlődéselméletben!) – a fejlettebb típus kiszorította a fejletlent
- kezdeti állapot: csoportházasság- szabályozatlan szex – nem volt korlátozva a szaporodás (nem biztos, hogy így volt! – lehet, hogy az ember párválasztása biológiailag determinált!)
- fokozatos korlátok megjelenése: vérségi tabuk (közeli hozzátartozóval ne!), partnerek számának korlátozása
- a házasság intézményének megjelenése – még nem monogám!
- monogám házasság megjelenése (az elmélet szerint ez a típus ki kellett szorítsa az előzőket, de a valóságban ez nem így van, a különböző családtípusok egyidejűleg vannak jelen a világon!)

posztmodern elmélet: sokszínűség! – egyidőben különböző kultúrákban különböző családtípusok léteznek- nincs fejlettebb és kevésbé fejlett! – Murdock (1957): antropológiai vizsgálatok- az emberiség történetében a leggyakoribb házasságtípus a monogám, kevésbé gyakori a poligínia, ennél is kevesebb a poliandria, még ritkábban fordul elő a csoportházasság, de a különböző típusok egymás mellett létezhetnek!

## A család gazdasági szerepe

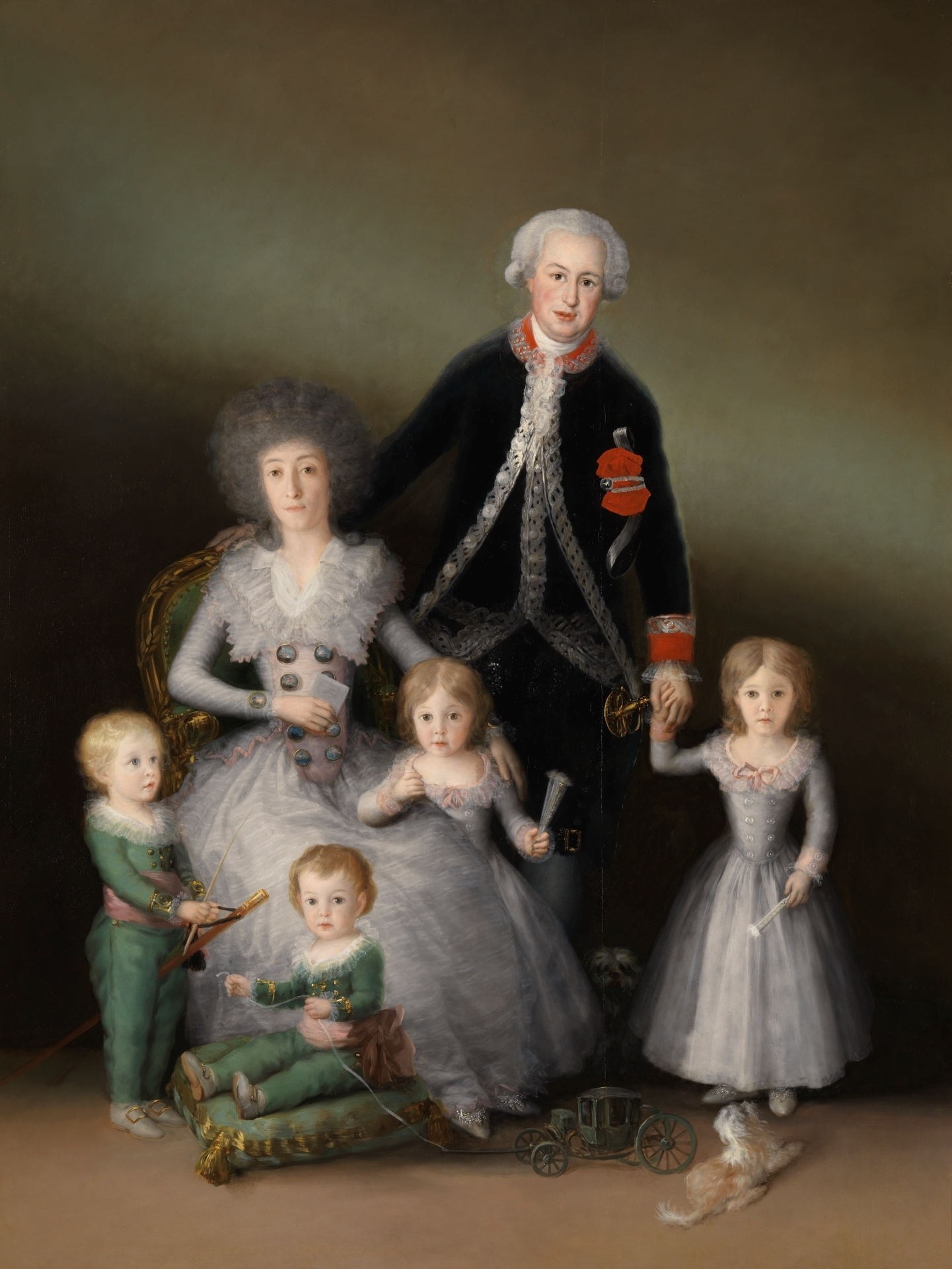
Francisco Goya festménye egy hercegi családról (1788)

A család funkcionalista felfogása szerint a családnak, mint egységnek komoly gazdasági szerepe van. Ide tartozik a termelés és fogyasztás. Ezek közül lényeges volt korábban a termelési funkció, mert a legtöbb esetben maga a család volt a termelőegység (parasztgazdaság, kisipari műhely). A családnak ezek a termelő funkciói nagymértékben csökkentek a nagy termelőszervezetek elterjedésével. Hasonlóképpen régebben a második funkció, a fogyasztás túlnyomó része a családban történt, a fejlett társadalmakban a fogyasztás növekvő része kerül a családon kívülre (például munkahelyi étkezés).
A családok termelési és fogyasztási funkcióinak csökkenésével párhuzamosan erősödött a családtagok egymás közötti érzelmeinek a fontossága. Ennek hatása van magára a házasságkötésre és a házasság felbontására nézve is: a múltban a legtöbb család különálló gazdasági egység volt, amelyek működéséhez egy-egy felnőtt férfira és nőre volt szükség, ma viszont könnyebben meg tud élni egy magányos felnőtt vagy egy szülő és gyermeke. Ezért a házasságkötés sokkal kevésbé gazdasági kényszerűség, és a házasság felbomlása sem teremt szinte leküzdhetetlen gazdasági problémákat. A gazdasági alapnak a családon kívülre kerülésével viszont a könnyebben változó érzelmek képezik a házasságot és a családot összetartó tényezőt.

## A nyugati-keresztény civilizáción alapuló családok történeti fejlődése
1. Ősközösség
Kisebb, mobilizálható családok, melyekre jellemző a nukleáris családtípus. A nomád életmód sajnos nem tette lehetővé, hogy túl nagy közösség mozogjon együtt. Ha netán egy-egy helyen ideiglenesen megtelepedtek, szűk volt az életterük. Gondoljunk csak a barlangokra! Ezekben a közösségekben nem halmozódott fel hulladék, így nem alakultak ki fertőzések sem. A problémát a vadászatok, harcok során szerzett sérülések jelentették. Táplálkozásukat egészséges és változatos ételek jellemezték. Az évszakoknak megfelelően fogyasztottak húst, magvakat, gyümölcsöket és még gyökereket is. Azonban sokszor néztek szembe olyan problémákkal, hogy nem volt étel.
A férfi-női szerepek elkülönültek: A férfiak a vadászatban játszottak fontos szerepet ezért fejlettebb volt a térbeli látásuk és a matematikai gondolkodásuk. A nők a gyermeknevelésben és a gyűjtögetésben töltöttek be fontos szerepet. A nők éppen ezért fejlettebb kommunikációs készséggel rendelkeztek.
Az ősközösségek életében kb. 10 ezer évvel ezelőtt volt a fordulat, amikor letelepedtek.
2. Letelepedett életforma
Ezekre a közösségekre a többcsaládos együttműködés és együttélés a jellemző. A mezőgazdasági és állattartási tevékenységre nagy és szervezett családra van szükség. A mezőgazdasági tevékenységek miatt folyamatosan biztosított az élelem, melyek inkább a gabonafélék voltak. A háziállatok ekkor még kicsik és soványak. Hamarosan felhalmozódik a hulladék és megjelentek a fertőző betegségek is. Ezekben a közösségekben a család összes tagja alá van rendelve a családfőnek. A családfői pozíciót fiúágon lehetett örökölni.
Ebben az időben a család legfontosabb funkciója a közös termelés volt. Az érzelmek még nem foglaltak el fontos szerepet. A házasságkötések inkább gazdasági tranzakciók voltak. A munkamegosztás is igen eltérő volt. A férfiak végezték a nehéz fizikai munkát, míg a nők csak családon belül dolgoztak. Elvégezték a házi és ház körüli munkákat, továbbá a mezőkön munkálkodtak. A női munkavállalás családon kívül elképzelhetetlen. Az egyedüli "kitörési lehetőség" az apácaság vagy a prostituált életmód volt. A gyerekeket "kis felnőttekként" kezelték, hiszen a mai értelemben nem volt gyerekkor. A cél, hogy a gyermek minél előbb kivegye a részét a közös termelő munkából. Azonban a magas gyermekhalandóság miatt nem alakul ki szoros érzelmi kapcsolat a szülők és a gyerekek közt. Tovább rontja a helyzetet, hogy a gyerekeket a közösség neveli, gondozza. Főként egyházi oktatásban részesültek.
A nagy családok egy élettérben, a születéstől a halálig egy fedél alatt laktak. Gyakran a háziállatok is az ember mellett éltek, főleg télen. Nem volt elkülönülés, nem volt magánélet. Minden nyilvánosan zajlik, a főúri kastélyokban is egymásba nyíló termek, szobák voltak. A munkaidő általában egybemosódott a szabadidővel. A munkahely volt egyben a lakóhely is. Gyakran kukoricamorzsolás, fonás közben énekkel meséléssel ütötték el az időt. A kereszténység elterjedésével a házasság a szentségek szintjére emelődik.
3. Ipari forradalom utáni családok
Ezekre a családokra jellemző a szabadidő. Az urbanizáció korszakában jellemző az ipari munkavállalás. A családtagok külön munkahelyen dolgoznak. A nukleáris családok kezdenek elkülönülni. A városokban csak kisebb lakásokra van lehetőség, éppen ezért csak a szülők és gyerekek laknak egy fedél alatt. Ebben a korszakban a nő, mint munkavállaló a családon kívül szerepét tölti be. Eltűnnek a közös termelések, de a közös fogyasztás továbbra is megtalálható. A munkahely és a lakóhely élesen elkülönül. Emiatt nem beszélhetünk szabadidő-munkaidő egybefonódásáról sem. A családok már csak a szabadidejükben tudnak érintkezni. A gyerekmunka a gyári törvényekkel visszaszorul, így az utcára került gyerekekre a dolgozó szülők nem tudnak vigyázni. A gyerekek begyűjtése az iskola-jellegű intézmények feladata volt. A technikai fejlődésével az oktatás jelentősége is megnő. A lakóterek kisebbek és jóval elkülönültebbek, mint korábban. A munkából fáradtan hazaérkező emberek szívesen pihentek és regenerálódtak. Ekkor jelenik meg az elkülönülési vágy, az intimitásra való igény. Az érzelmi szempontok felértékelődnek, nagyobb szerepet kapnak az érzelmek a párválasztásban. Megjelenik az erős szülő-gyerek kötődés. A jogrendszer liberalizálódásával a vallás háttérbe szorul. Lehetővé válik a válás!
4. Mai, modern családok jellemzői
Megjelenik a monogám házasság (esetleg monogám házasságok sorozata). A nukleáris családok (2 generáció együtt) kerülnek előtérbe. Jellemző a neolokalitás, mely szerint elköltözik az új család az előző generáció lakhelyéről, és új otthont teremt. Erőteljes érzelmi kötődések vannak. Az érdekházasságok száma igen csekély. A férj neve öröklődik tovább

## Család funkciói

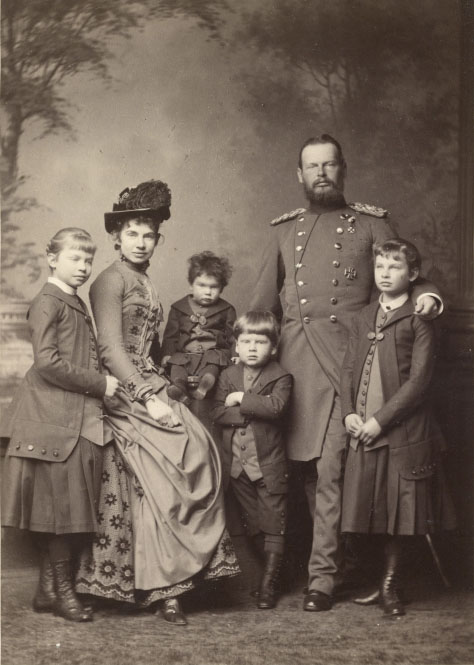
Lipót bajor herceg a feleségével, Gizella főhercegnővel és gyermekeikkel 1885 körül

-Reprodukciós („népesség-újratermelő”) funkció: A reprodukciós funkció legegyszerűbben azt jelenti, hogy az utódok világra hozatala és felnevelése tipikusan a család keretei között történik.
A család a legfontosabb társadalmi funkciója, mivel ez biztosítja a társadalom újratermelődését, emellett az utódok felnevelése biztosítja magának a családnak a reprodukcióját is. A szülői generáció idős korában csak akkor számíthat gondozás-ellátásra (közvetlenül vagy közvetítéssel) ha vannak olyanok, akik ezt nyújtani tudják.
A gyerekek világra hozatala és nevelése semmivel sem pótolható érzelmi töltést visz a család életébe.
-Pszichoszociális funkció: A mentális egészség szempontjából alapvető fontosságú, hogy az egyén része legyen szociális kapcsolatrendszernek. A család az a szerkezeti forma, ahol ez a szociális tér legnagyobb valószínűséggel előfordulhat.
A pszichoszociális funkció a család egyik alapvető funkciója→ stabil, kölcsönös, mentális biztonságot jelentő érzelmi kapcsolati hálót biztosít
A pszichoszociális funkció a társadalom számára is kulcsfontosságú→ a társadalom primer érdeke, hogy a család, mint részrendszer jól működjön→ a nagyobb, családon túli szerkezeti formák is csak akkor tudnak közösségként létezni, ha az egyéneknek megvan az érzelmi háttérvilága.
-Irányítási és ellenőrzési funkció: Család és gyermek magatartásának szabályozása. Fontos a helyes viselkedési formák elsajátítása különböző szituációkban. Egy külső szemlélő ezeken a normákon keresztül ismeri meg a családot.
-Érzelmi vagy emocionális funkció: A család feladata az egyén egyensúlyi helyzetének vissza billentése, érzelmek egyensúlyban tartása.Továbbá az egyénben felgyülemlett feszültségek feloldása. Fontos a lelki támasz mert a társadalom elől a menedék szerepét is betölti, éppen ezért a családot egy intim közösségnek is nevezzük.
-Státusz kijelölő helye van: Ma már ez nem igen jellemző, mert a modern társadalom mindent megtesz azért, hogy megszüntesse a családba való születés szerinti megkülönböztetést.
-Szocializációs (nevelő-társadalmasító) funkció: A szocializáció az a folyamat, amelyben az egyén megtanulja azokat az ismereteket, értékeket, normákat és szabályokat, amelyek birtokában a társadalomnak megfelelően tud működni.
A szocializáció folyamatában a családnak kitüntetett szerepe van: itt alakulnak ki azok a vezérlő értékek, melyek a későbbi életben megszabják cselekvéseink fő irányát→ más emberekhez való viszony alakításának képessége, itt alakul ki az egyén társadalmi szerepkészlete (apa, anya, férfi, női szerepek)
A szocializáció kétirányú folyamat→ formálja a család felnőtt tagjait is (felelősségvállalás, közös döntéshozatal, toleranciakészség)→ a szocializáció, mint társadalmi tanulási folyamat, a család egészére vonatkozik
Mivel a szocializáció alapvetően családi keretek között zajlik, ezért a szocializációs funkció a család funkciórendszerének fontos eleme
A szocializáció azonban nem csak a család keretei között történik→ a családoz körülvevő közösségekben, különféle intézményekben→ így az a kérdés, hogyan változott a szocializációban a család és más ágensek aránya
-Szellemi-kulturális funkció: A család közvetíti és egyben alakítja a kulturális értékeket, hagyományokat, egyidejűleg a különböző aktuális információk napi közvetítője→ így a véleményformálódás egyik elsődleges színtere.
Az egyén számára nem csak az a fontos, hogy hozzájusson a számára szükséges információkhoz, hanem hogy legyen egy olyan vonatkoztatási kerete, amely segít szelektálni és értelmezni a rázúduló információ áradatot.
Az információk szelektálása, értelmezése egyéni feladat→ a család egyrészt kialakítja azokat a logikai struktúrákat, amelyek segítségével a feladat elvégezhető, másrészt segít az egyénnek az információ feldolgozásban. Mindez feltételezi a családon belüli állandó információ áramlást→ ám egy időigényes és együttlét-igényes.
-Gondozó-ellátó funkció: A család a még, vagy időlegesen, vagy már önellátásra képtelenek (kisgyermekek, betegek, idősek) gondozásának, ellátásának legtermészetesebb szervezésmódja.
Azért a legtermészetesebb, mert a család közel van a gondozásra, ellátásra szorulóhoz→ közel van fizikai értelemben és mentális, érzelmi értelemben is (akit szeretünk, azt szívesebben, odafigyelőbben gondozzuk és ő sem érzi magát annyira kiszolgáltatottnak).
A rászorulók gondozása-ellátása általában a család szokásos tevékenységszerkezetének kisebb-nagyobb módosításával megoldható. A gondozás-ellátáshoz a családi keretben az alapfeltételek általában adva vannak, míg intézményes ellátás esetén ezeket az alapfeltételeket is meg kell teremteni. A gondozás-ellátás szükség esetén szervesen beépül a család tevékenységrendszerébe.

## Helyzetük Magyarországon
Magyarországon több mint egymillió ember él csonka családban (körülbelül 660 ezer gyermek és 500 ezer felnőtt). Ez a lakosság 11%-a. A csonka családoknak nehéz a helyzete és speciális igényeik, szükségleteik vannak.

## Egyszülős családok
Gyermekét házastársi-élettársi kapcsolaton kívül szülő és egyedül nevelő nő
- kialakulhat úgy, hogy a nő tudatosan választja ezt az életet
- vagy úgy, hogy a gyermeket váró nő valami okból nem tud az apával házassági-élettársi kapcsolatot létesíteni
- lélektanilag teljesen különböző állapot

Válás miatt gyermekét egyedül nevelő szülőből és gyermekéből álló család
- ebben az esetben van a gyermekért felelősséggel tartozó másik szülő
- a gyermekért való szülői felelősség nem szűnik meg a válással

Egyik szülő halála miatt gyermekét egyedül nevelő szülő
- ebben az esetben nincs a szülői felelősségben osztozó másik fél
- ezt a szerepet a társadalomnak kell átvállalnia

Többgenerációs családformák
- három vagy több generációt képviselő, egymással egyenes ágú vérségi kapcsolatban álló személyek együttélése
- korábban igen elterjedt volt, mára az ilyen családok száma erősen megcsappant

Összetett család
- olyan több generációt felölelő családi jellegű együttélési forma, amelyben a család tagjai között vannak olyan személyek is, akik a többi taggal nincsenek egyenes vonalú vérségi kapcsolatban

## Családtípusok a mai Magyarországon

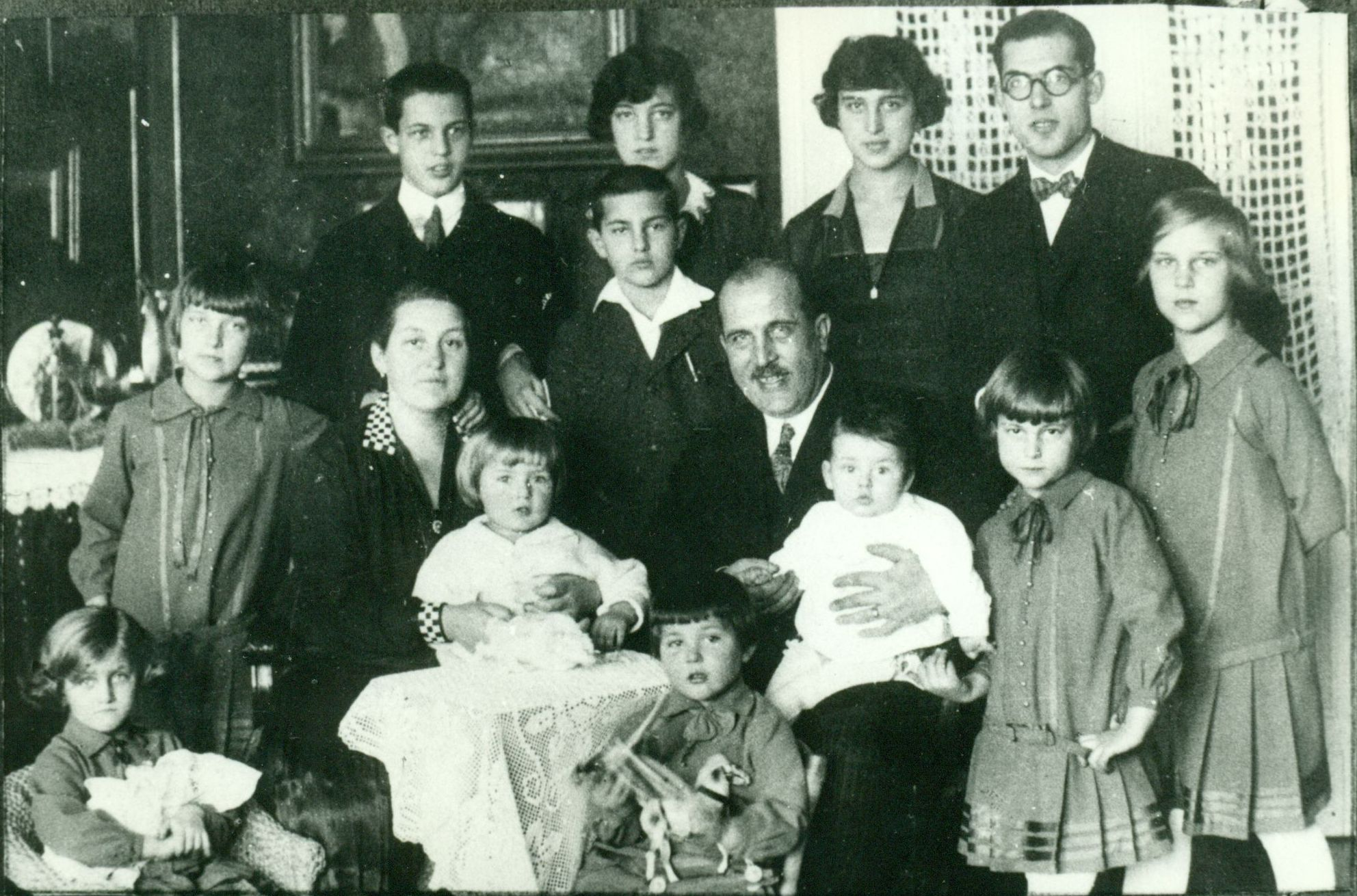
Gundel Károly és felesége, Blasutigh Margit tizenkét gyermekükkel 1928-ban

Jogilag rendezett és teljes nukleáris család
- együttélő kisközösség→ szülőkből és kiskorú (vagy nem kiskorú, de a szülőkkel még együtt élő, eltartott) gyermekekből áll
- a szülők házasságban élnek
- a nem vér szerinti gyermekek helyzete is örökbefogadással (vagy más módon) jogilag rendezett
- hazánkban ez a legelterjedtebb családtípus

Jogi szempontból részlegesen rendezett nukleáris család
- szerkezete és összetétele megegyezik az előzővel
- a részleges jogi rendezettség azt jelenti, hogy a szülők nem kötöttek házasságot, csak élettársak
- a gyermekek nem vagy nem mindegyike az adott szülői kapcsolatból származik és családi jogállása nem egyértelműen rendezett

Kiscsalád
- 1-2 gyermekkel

Nagycsalád
- 3 vagy több gyermek

Jogilag rendezett párkapcsolat
- olyan tartós együttélési forma, amelyből utód nem származott és várhatóan nem is fog
- Magyarországon jelenleg csekély a száma

## Mai, modern családok jellemzői

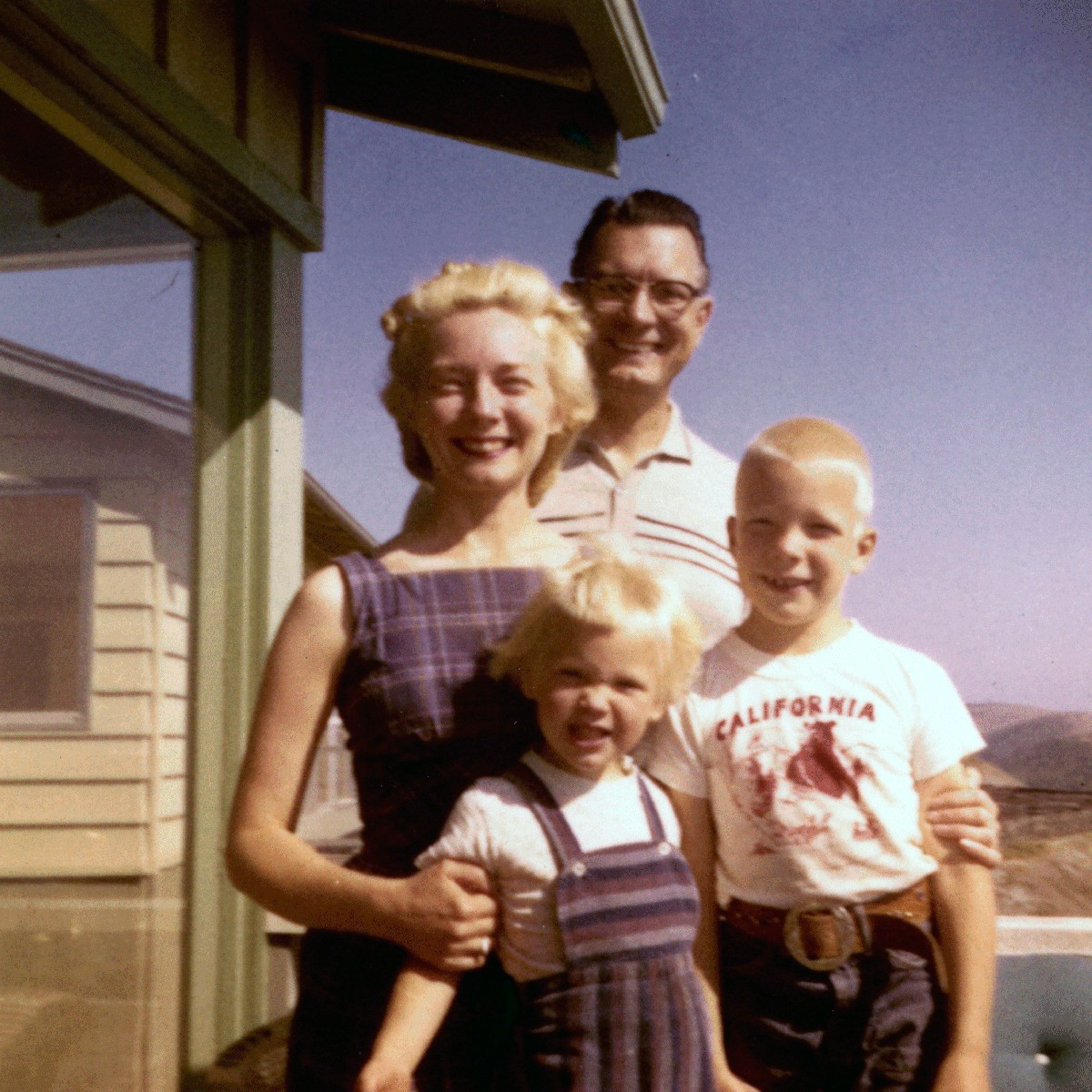
Tipikus amerikai család (1955). A nukleáris család egy felnőtt férfiból és egy nőből áll, gyermekekkel. Ez a családi struktúra megkülönböztethető a kiterjesztett családtól és a poligám családtól

monogám házasság (esetleg monogám házasságok sorozata)
nukleáris család (két generáció együtt)
neolokális (elköltözik az új család az előző generáció lakhelyéről, és új otthont teremt)
erőteljes érzelmi kötelékek
pater familias „maradványa”: a férj neve öröklődik tovább- patrilineáris öröklés

## Magyarország népesedési adatai
honfoglalás: a letelepedő magyarok száma kb. 400 ezer ( + 200 ezren éltek már itt a Kárpát-medencében)
letelepedés, stabilizálódás, Árpád-ház: kereszténység felvétele – komoly népességnövekedés (tatárjárás visszavetette) – a török hódoltság előtt Magyarország lélekszáma: 3,5 millió
Mohács, 150 éves török uralom, Rákóczi szabadságharc: instabil időszak – a népesség nem növekedett tovább – Mária Terézia: külföldi telepesek pótolják a lakosság hiányát
II. József: népszámlálás (adószedési szempontokból!) – nagy ellenállásba ütközött
megbízható adatok csak a XIX. századból- 10 évente népszámlálás!
XIX.-XX. század: a lakosság száma mintegy 9 millió – ma: kb. 10 millió
Népességcsökkenések:
- emigráció (Amerikába)
- I. világháború
- tanácsköztársaság – újabb emigráció (Bécs, Párizs, Moszkva)
- II. világháború
- ’56 – újabb emigráció (Nyugat-Európa, Amerika)

időszakos, robbanásszerű népességnövekedések (“babyboom”):
- 1953–1956: Ratkó-korszak- abortusz-tilalom
- ’70-es-’80-as évek: ekkor kerülnek szülőképes korba a Ratkó-korszak gyermekei – gyes, pótlékok, kedvezmények bevezetése

a babyboom-ok nem oldanak meg semmit, csak problémákat generálnak:
- óriási beruházásokra volt szükség (óvodák, iskolák, pedagógusok képzése) – ezek a következő szakaszban feleslegessé váltak
- megnőtt a foglalkoztatási igény (felnőttek és munkaképes korba kerültek a nagyobb számban született gyerekek)

jelenlegi helyzet:
- kétgyerekes családtípus jellemző – nem elég a népesség pótlására
- az általános iskolák I. osztályába kevesebben iratkoztak be (103 ezer), mint a felsőoktatási intézmények I. évfolyamaira (108 ezer!)
- az általános iskolák első osztályaiban a cigány népesség jelenléte jelentősebb, mint a felsőoktatásban